# Блоґославе
Блоґославе (пол. Błogosławie) — село в Польщі, у гміні Закрочим Новодворського повіту Мазовецького воєводства.
Населення — 65 осіб (2011).
У 1975-1998 роках село належало до Варшавського воєводства.

## Демографія
Демографічна структура станом на 31 березня 2011 року:
|          | Загалом | Допрацездатний вік | Працездатний вік | Постпрацездатний вік |
| -------- | ------- | ------------------ | ---------------- | -------------------- |
| Чоловіки | 32      | 3                  | 27               | 2                    |
| Жінки    | 33      | 7                  | 21               | 5                    |
| Разом    | 65      | 10                 | 48               | 7                    |